# Allan Franklin
Allan David Franklin (New York, 11 augustus 1938) is een Amerikaans fysicus, wetenschapshistoricus en wetenschapsfilosoof. In het begin van zijn carrière deed hij vooral onderzoek in deeltjesfysica, maar sinds de jaren 70 verschoof zijn interesse naar wetenschapsfilosofie en -geschiedenis. 
Hij was, samen met Ian Hacking en Peter Galison, een van de eerste die de rol van experimenten weer op de agenda zette in de Anglo-Amerikaanse wetenschapsfilosofie. Hij reageerde daarbij deels ook op de toenemende populariteit van de Duhem-Quine-these en het sociaal constructivisme, bijvoorbeeld in het werk van Harry Collins, dat hij beschouwde als gevaarlijke vormen van relativisme. 